# Liste des épisodes de The Irregular at Magic High School
Cet article est un complément de l'article sur le light novel The Irregular at Magic High School. Il contient la liste des 26 épisodes de l'adaptation en série télévisée d'animation produite par le studio Madhouse et réalisée par Manabu Ono, avec les chara-designs originaux de Kana Ishida et les compositions de Taku Iwasaki pour la bande originale,,.
Elle est diffusée au Japon sur Tokyo MX, GTV et GYT du 6 avril au 28 septembre 2014, et des diffusions ultérieures sur MBS, CTC, tvk, TVS, TVA, TVQ, TVh, AT-X et BS11,. En France et dans d'autres pays francophones, Wakanim a diffusé la série en simulcast,.
Une adaptation de l'arc du Visiteur (来訪者編, Raihōsha-hen), réparti sur les 9e, 10e et 11e volumes, a été annoncée comme seconde saison. Celle-ci est réalisée par Risako Yoshida au studio d'animation 8-Bit et est diffusée entre le 4 octobre et le 27 décembre 2020 au Japon.

## The Irregular at Magic High School
| No | Titre français                          | Titre japonais | Titre japonais          | Date de 1re diffusion |
| No | Titre français                          | Kanji          | Rōmaji                  | Date de 1re diffusion |
| --- | --------------------------------------- | -------------- | ----------------------- | --------------------- |
| 1 | L'Admission, 1re partie                 | 入学編Ⅰ        | Nyūgaku-hen I           | 6 avril 2014          |
| En 2095, Tatsuya Shiba et sa sœur Miyuki s'inscrivent au Lycée 1 affilié à l'Université de magie, mais en raison de la différence de leurs notes dans l'examen pratique, Miyuki est placée dans la 1re section avec les autres étudiants qui ont démontré des grandes compétences magiques, informellement connues sous le nom de « Bloom », tandis que Tatsuya, d'autre part, ayant un faible résultat lors de l'examen pratique, est affecté en 2e section (appelé de manière insultante « Weed » par les élèves de 1re section) même s'il était premier à l'examen théorique. Tatsuya rencontre plusieurs étudiants de 2e section, tel que Erika Chiba, Leo Saijo et Mizuki Shibata. Le gouffre entre les Weed et les Bloom conduit à une confrontation quand un certain nombre de camarades de classe de Miyuki s'opposent qu'elle soit avec son frère et ses nouveaux amis. La violence semble inévitable, mais la séquence magique est perturbée par la présidente du bureau des élèves alors qu'elle arrive avec la présidente du comité de discipline. |                                         |                |                         |                       |
| 2 | L'Admission, 2e partie                  | 入学編Ⅱ        | Nyūgaku-hen II          | 13 avril 2014         |
| 3 | L'Admission, 3e partie                  | 入学編Ⅲ        | Nyūgaku-hen III         | 20 avril 2014         |
| 4 | L'Admission, 4e partie                  | 入学編Ⅳ        | Nyūgaku-hen IV          | 27 avril 2014         |
| 5 | L'Admission, 5e partie                  | 入学編Ⅴ        | Nyūgaku-hen V           | 4 mai 2014            |
| 6 | L'Admission, 6e partie                  | 入学編Ⅵ        | Nyūgaku-hen VI          | 11 mai 2014           |
| 7 | L'Admission, 7e partie                  | 入学編Ⅶ        | Nyūgaku-hen VII         | 18 mai 2014           |
| 8 | La Bataille des neuf écoles, 1re partie | 九校戦編Ⅰ      | Kyūkōsen-hen I          | 25 mai 2014           |
| 9 | La Bataille des neuf écoles, 2e partie  | 九校戦編Ⅱ      | Kyūkōsen-hen II         | 1er juin 2014         |
| 10 | La Bataille des neuf écoles, 3e partie  | 九校戦編Ⅲ      | Kyūkōsen-hen III        | 8 juin 2014           |
| 11 | La Bataille des neuf écoles, 4e partie  | 九校戦編Ⅳ      | Kyūkōsen-hen IV         | 15 juin 2014          |
| 12 | La Bataille des neuf écoles, 5e partie  | 九校戦編Ⅴ      | Kyūkōsen-hen V          | 22 juin 2014          |
| 13 | La Bataille des neuf écoles, 6e partie  | 九校戦編Ⅵ      | Kyūkōsen-hen VI         | 29 juin 2014          |
| 14 | La Bataille des neuf écoles, 7e partie  | 九校戦編Ⅶ      | Kyūkōsen-hen VII        | 6 juillet 2014        |
| 15 | La Bataille des neuf écoles, 8e partie  | 九校戦編Ⅷ      | Kyūkōsen-hen VIII       | 13 juillet 2014       |
| 16 | La Bataille des neuf écoles, 9e partie  | 九校戦編Ⅸ      | Kyūkōsen-hen IX         | 20 juillet 2014       |
| 17 | La Bataille des neuf écoles, 10e partie | 九校戦編Ⅹ      | Kyūkōsen-hen X          | 27 juillet 2014       |
| 18 | La Bataille des neuf écoles, 11e partie | 九校戦編Ⅺ      | Kyūkōsen-hen XI         | 3 août 2014           |
| 19 | Troubles à Yokohama, 1re partie         | 横浜騒乱編Ⅰ    | Yokohama sōran-hen I    | 10 août 2014          |
| 20 | Troubles à Yokohama, 2e partie          | 横浜騒乱編Ⅱ    | Yokohama sōran-hen II   | 17 août 2014          |
| 21 | Troubles à Yokohama, 3e partie          | 横浜騒乱編Ⅲ    | Yokohama sōran-hen III  | 24 août 2014          |
| 22 | Troubles à Yokohama, 4e partie          | 横浜騒乱編Ⅳ    | Yokohama sōran-hen IV   | 31 août 2014          |
| 23 | Troubles à Yokohama, 5e partie          | 横浜騒乱編Ⅴ    | Yokohama sōran-hen V    | 7 septembre 2014      |
| 24 | Troubles à Yokohama, 6e partie          | 横浜騒乱編Ⅵ    | Yokohama sōran-hen VI   | 14 septembre 2014     |
| 25 | Troubles à Yokohama, 7e partie          | 横浜騒乱編Ⅶ    | Yokohama sōran-hen VII  | 21 septembre 2014     |
| 26 | Troubles à Yokohama, 8e partie          | 横浜騒乱編Ⅷ    | Yokohama sōran-hen VIII | 28 septembre 2014     |

## The Irregular at Magic High School: Visitor Arc
| No | Titre français        | Titre japonais | Titre japonais    | Date de 1re diffusion |
| No | Titre français        | Kanji          | Rōmaji            | Date de 1re diffusion |
| --- | --------------------- | -------------- | ----------------- | --------------------- |
| 1 | Visiteur, Partie I    | 来訪者編Ⅰ      | Raihōsha-hen I    | 4 octobre 2020        |
| Tandis que Tatsuya, Miyuki et leurs groupe fête les fêtes de fin d'année une nouvelle élève arrive dans le 1er Lycée. Cette élève fait partie de l'unité militaire de magie américaine « Stars » est son but et d'enquêter sur le magicien derrière la détonation de la matière. Angelina Kudo Shields s'infiltre au Lycée 1 pour espionner Tatsuya et Miyuki. |                       |                |                   |                       |
| 2 | Visiteur, Partie II   | 来訪者編Ⅱ      | Raihōsha-hen II   | 11 octobre 2020       |
| 3 | Visiteur, Partie III  | 来訪者編Ⅲ      | Raihōsha-hen III  | 17 octobre 2020       |
| 4 | Visiteur, Partie IV   | 来訪者編Ⅳ      | Raihōsha-hen IV   | 25 octobre 2020       |
| 5 | Visiteur, Partie V    | 来訪者編Ⅴ      | Raihōsha-hen V    | 1er novembre 2020     |
| 6 | Visiteur, Partie VI   | 来訪者編Ⅵ      | Raihōsha-hen VI   | 8 novembre 2020       |
| 7 | Visiteur, Partie VII  | 来訪者編Ⅶ      | Raihōsha-hen VII  | 15 novembre 2020      |
| 8 | Visiteur, Partie VIII | 来訪者編Ⅷ      | Raihōsha-hen VIII | 22 novembre 2020      |
| 9 | Visiteur, Partie IX   | 来訪者編Ⅸ      | Raihōsha-hen IX   | 29 novembre 2020      |
| 10 | Visiteur, Partie X    | 来訪者編Ⅹ      | Raihōsha-hen X    | 6 décembre 2020       |
| 11 | Visiteur, Partie XI   | 来訪者編Ⅺ      | Raihōsha-hen XI   | 13 décembre 2020      |
| 12 | Visiteur, Partie XII  | 来訪者編Ⅻ      | Raihōsha-hen XII  | 20 décembre 2020      |
| 13 | Visiteur, Partie XIII | 来訪者編ⅩⅢ     | Raihōsha-hen XIII | 27 décembre 2020      |